# Struthidea cinerea
L'uccello apostolo (Struthidea cinerea Gould, 1837) è un uccello passeriforme della famiglia dei Corcoracidae, unica specie ascritta al genere Struthidea Gould, 1837.

## Etimologia
Il nome scientifico del genere deriva dal greco στρουθός (struthos, "passero"), mentre il nome della specie deriva dal latino cinereus, "color cenere", in riferimento all'aspetto ed alla colorazione di questi uccelli. Il loro nome comune, invece, deriva dalle loro abitudini gregarie, che li portano a riunirsi in gruppi di una dozzina d'individui, che ricordarono ai primi coloni europei i dodici apostoli.

## Descrizione

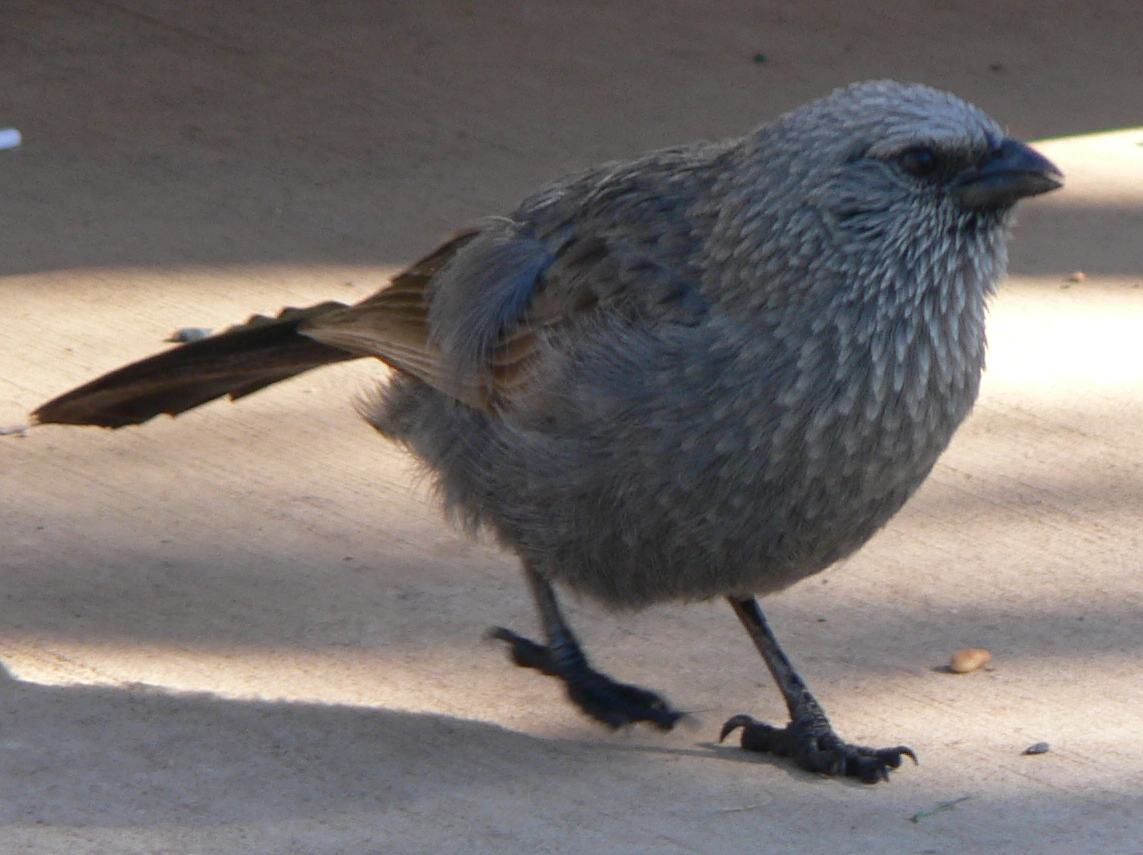
Esemplare al suolo.

Misura circa 29–33 cm di lunghezza, per 110-155 g di peso.

### Aspetto
L'uccello apostolo può ricordare a prima vista una sorta di femmina gigante di ciuffolotto, in vistù dell'aspetto tozzo e robusto e del becco robusto e conico.

Il piumaggio è di colore grigio cenere uniforme su tutto il corpo, con tendenza a scurirsi leggermente su testa e petto, mentre le ali sono di colore bruno-giallastro e la coda è piuttosto allungata e nera. Il becco e le forti zampe sono anch'essi di colore nero, mentre l'occhio varia di colore con l'età dell'animale, in quanto l'iride, grigia nei giovani, attorno al secondo anno di vita assume colorazione gialla ai contorni dell'occhio, colorazione che diviene via via più netta man mano che l'animale invecchia. Non è presente dimorfismo sessuale esterno.

## Biologia

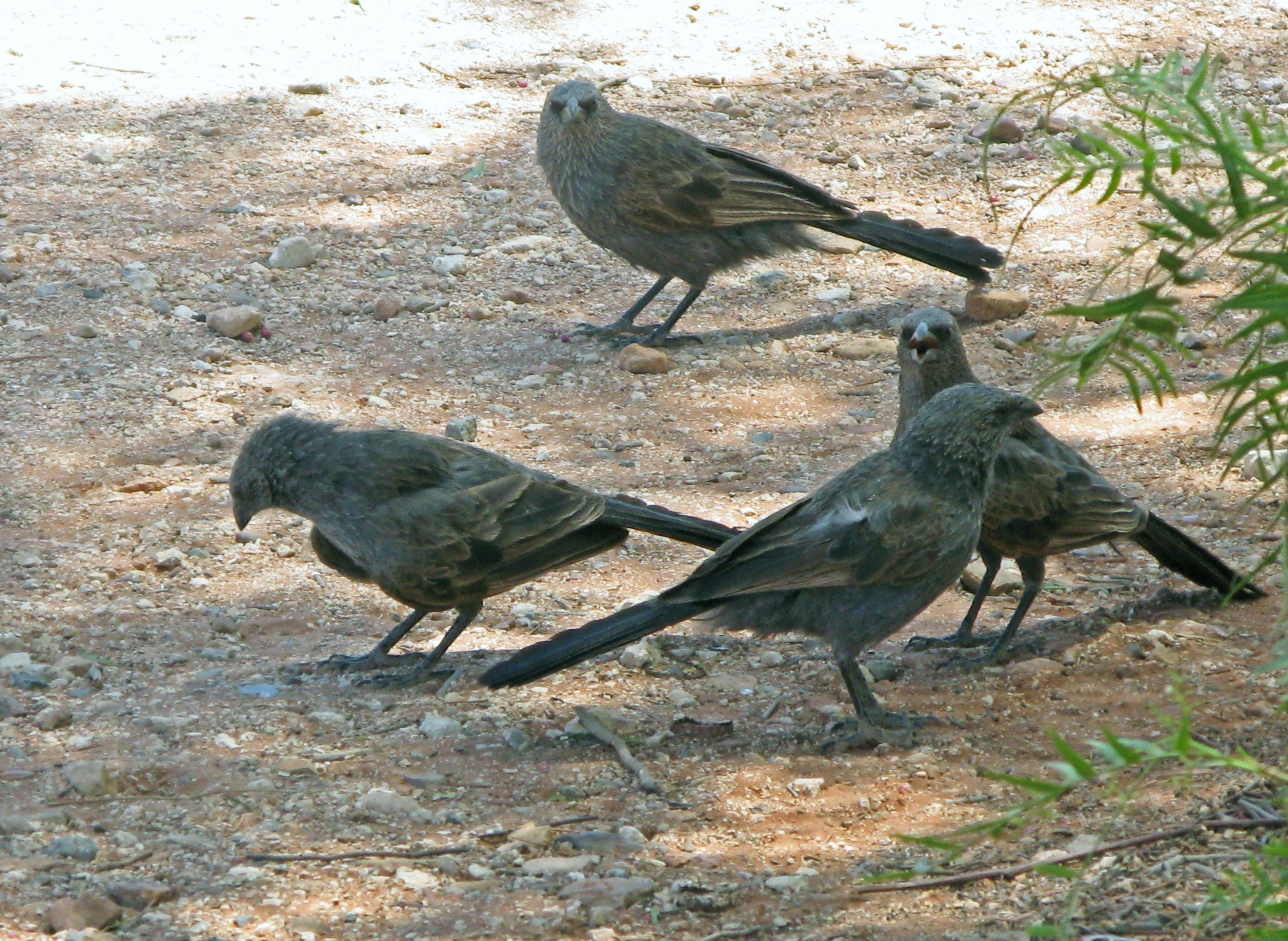
Gruppo al suolo.

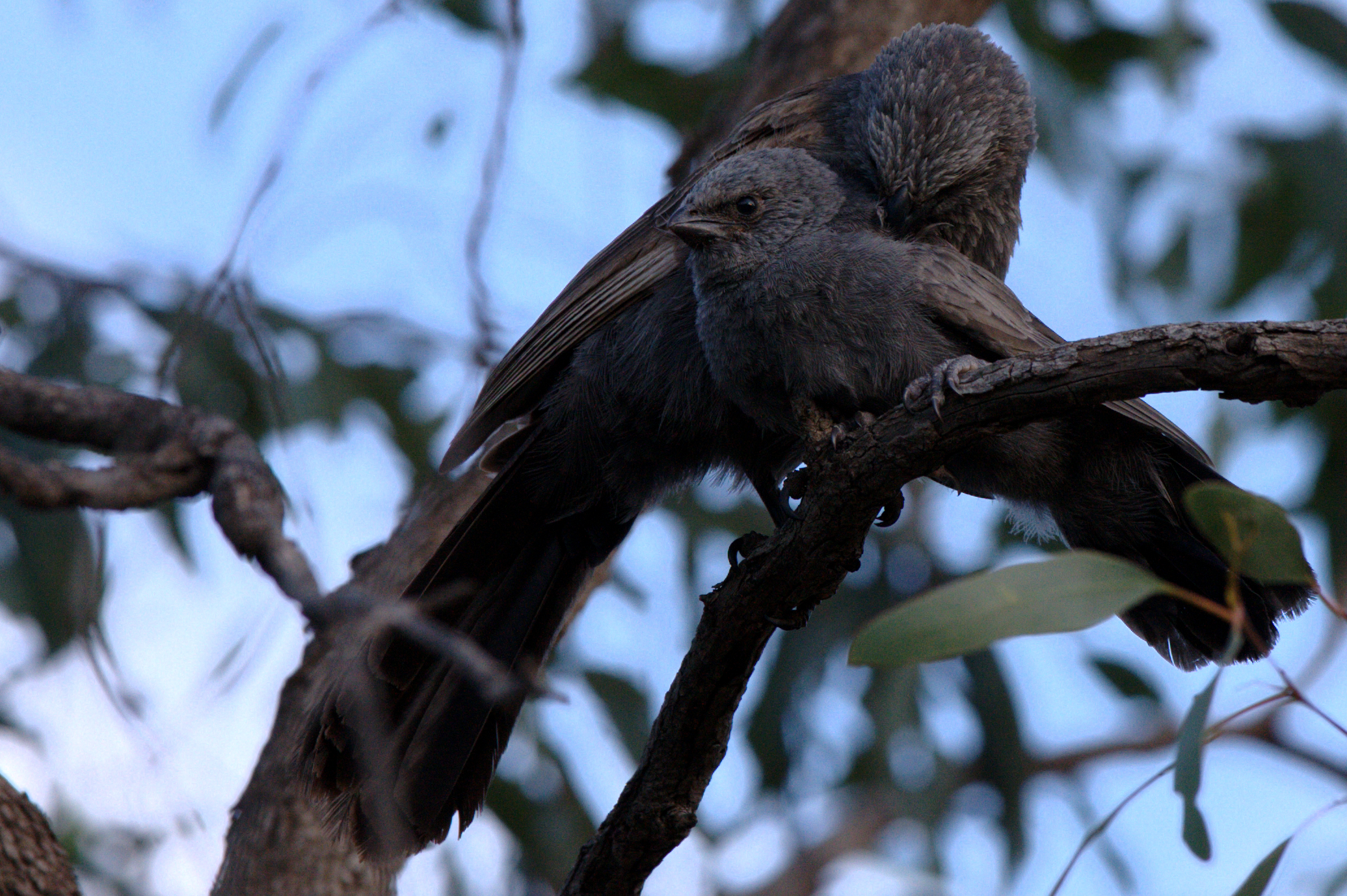
Due esemplari praticano toilettatura su un ramo.

Si tratta di uccelli diurni e moderatamente gregari: essi si riuniscono infatti in gruppi di 4-20 individui (generalmente una dozzina), comprendenti una coppia dominante, alcune femmine ed i figli di alcuna delle nidiate precedenti. Talvolta, specialmente in corrispondenza di fonti di cibo particolarmente abbondanti e all'infuori della stagione riproduttiva, più gruppi familiari possono riunirsi a formare stormi di 40-60 individui, che comunque tendono a non mescolarsi fra loro, involandosi su alberi separati quando disturbati o sul far della sera.

I gruppi passano la maggior parte della giornata al suolo, muovendosi con un caratteristico passo dinoccolato e setacciando metodicamente il terreno, spostando terriccio e detriti alla ricerca di nutrimento, tenendosi al contempo in contatto costante con continui richiami fischiati. In caso di disturbo, tutto lo stormo si alza in volo appollaiandosi sull'albero più vicino, dove, fra richiami grattanti, questi uccelli attendono l'allontanamento della fonte di disturbo, per poter ritornare al suolo.

### Alimentazione

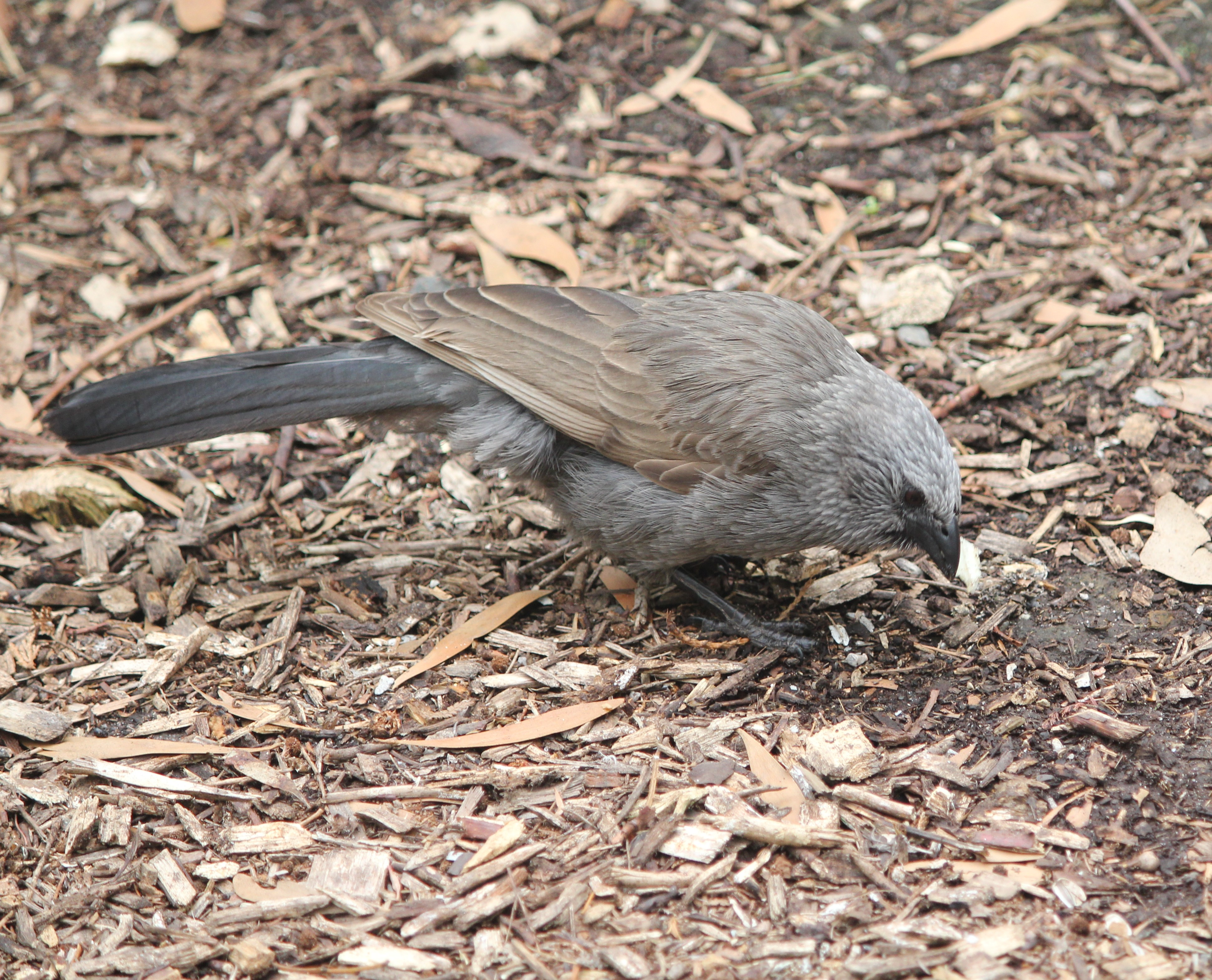
Esemplare in cerca cibo al suolo.

Gli uccelli apostoli sono onnivori e molto opportunistici, che si nutrono perlopiù di semi reperiti al suolo, ma anche di bacche, insetti ed altri invertebrati, e, di tanto in tanto, anche di uova e di piccoli vertebrati, come lucertole e topi: generalmente, gli uccelli apostoli consumano perlopiù cibo di origine vegetale nei mesi estivi, per ripiegare in maggior misura sul cibo di origine animale durante l'inverno. Essendo piuttosto propensi ad essere infestati da parassiti su pelle e piume, questi uccelli cercano di sottoporsi frequentemente a "bagni di formiche", similmente alle ghiandaie nostrane, spesso nutrendosi degli insetti una volta che essi hanno espletato il proprio dovere di pulitori.

### Riproduzione
La stagione riproduttiva va da agosto e febbraio: durante la stagione degli amori, gli uccelli apostoli divengono territoriali, difendendo accanitamente dagli intrusi un'area di una ventina di ettari del proprio range di residenza. Solo il maschio dominante è autorizzato ad accoppiarsi, previo un rituale di corteggiamento che lo vede annuire ossessivamente con le penne di testa e collo arruffate, emettendo al contempo dei richiami (ai quali i rimanenti membri del gruppo rispondono in preda all'eccitazione) e muovendo su e giù la coda aperta.

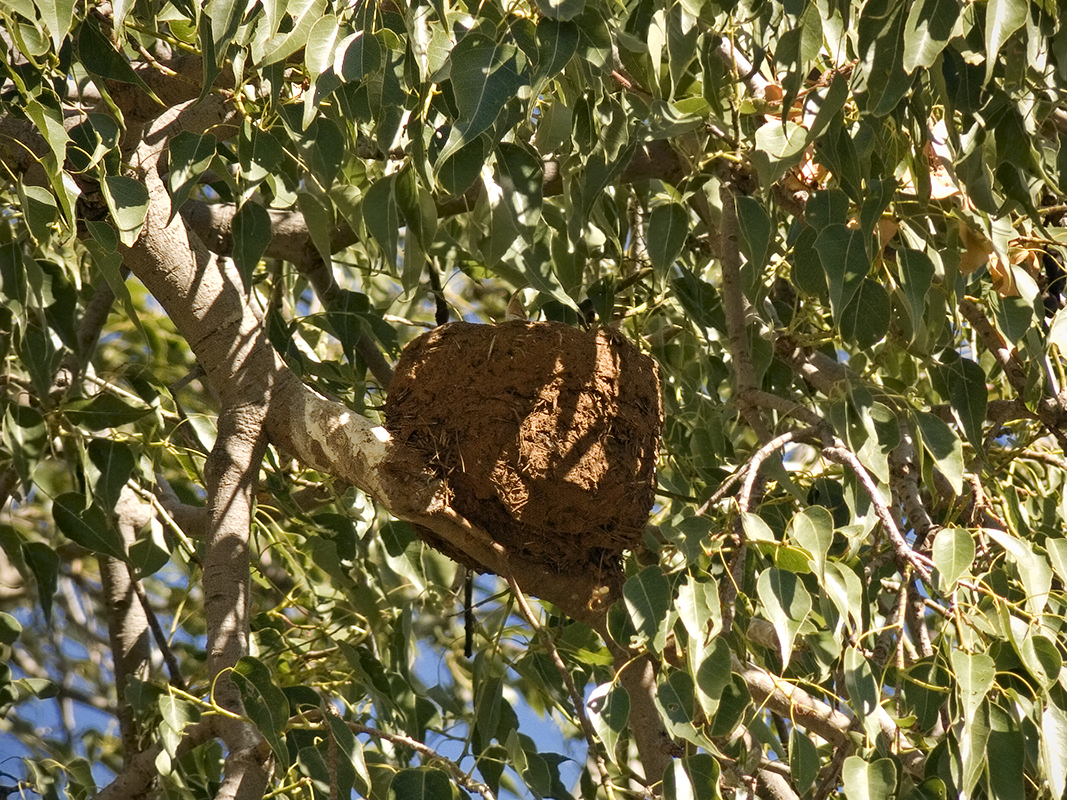
Nido di uccello apostolo.

Tutto l'evento riproduttivo viene vissuto in comunità dal gruppo, i cui membri collaborano nella costruzione del nido, nella cova, nelle cure ai nidiacei e nella difesa del sito riproduttivo.

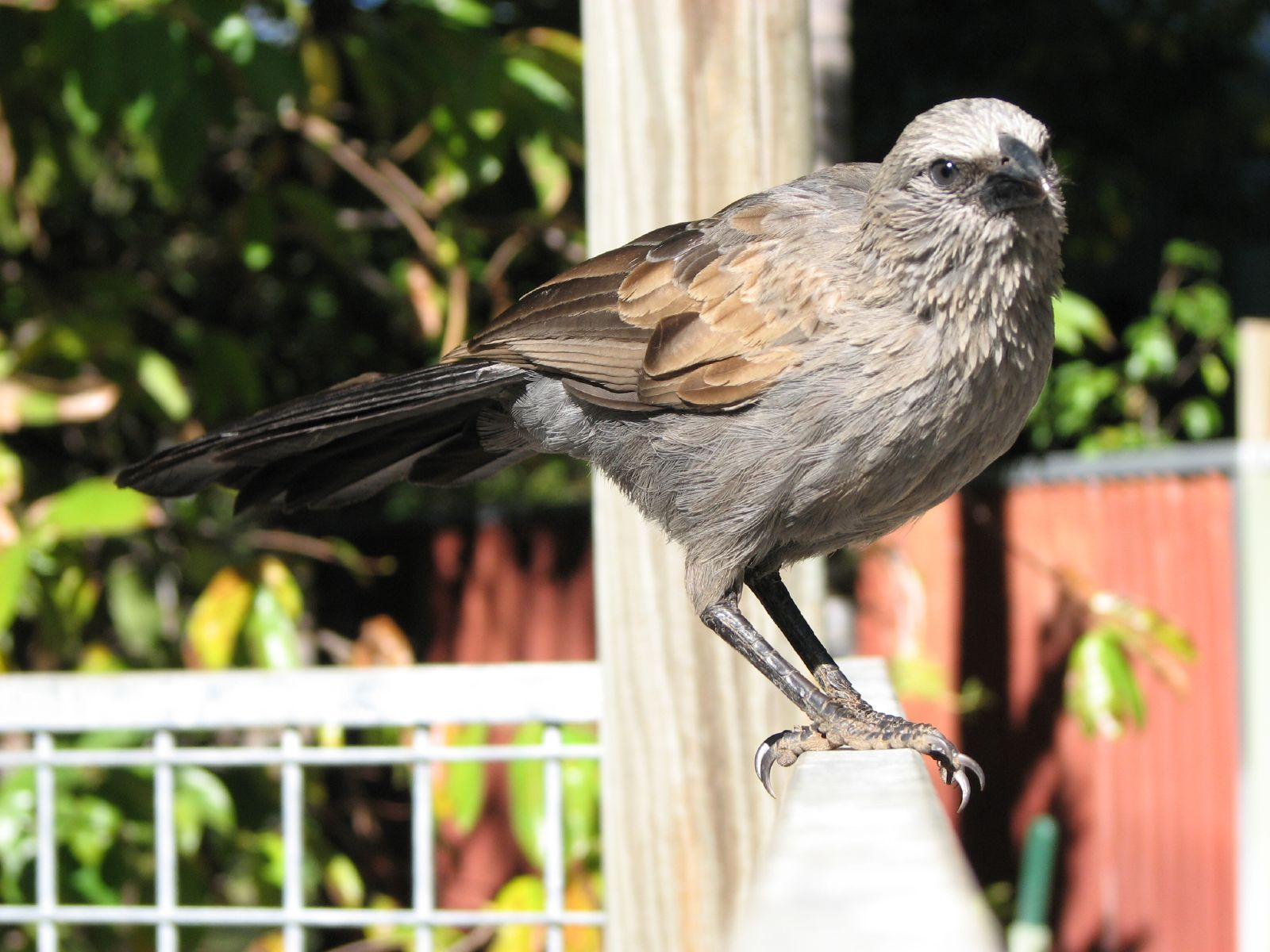
Giovane esemplare (notare gli occhi grigi) su una veranda: gli uccelli apostoli non temono l'uomo, e anzi traggono beneficio dalla sua vicinanza.

Il nido ha forma globosa, misura circa 14 cm di diametro, è concavo nella sua parte superiore e viene costruito tenendo su con del fango essiccato rametti e fibre vegetali su una biforcazione di un ramo, attorno ai 7–10 m d'altezza dal suolo. Per la costruzione del nido (che solitamente viene rimaneggiato e riutilizzato negli anni quando possibile) solitamente gli uccelli apostoli aspettano una pioggia abbondante, con la conseguente formazione di pozzanghere fangose: tuttavia, in assenza di fango fresco, essi possono servirsi di escrementi animali, come ad esempio quelli di emù o di ovini e bovini. All'interno del nido vengono deposte 2-8 uova (talvolta più femmine depongono in un unico nido), di colore bianco-azzurrino con sparsa maculatura grigio-nerastra, di 22 x 29 mm: tutti i membri del gruppo si alternano nella cova, che dura 18-19 giorni, e nelle cure parentali ai pulli, i quali, ciechi ed implumi alla schiusa, sono in grado d'involarsi attorno alle 3-4 settimane di vita, sebbene vengano accuditi dal gruppo ancora per molti mesi, tanto che spesso i giovani della covata precedente imbeccano i pulli della covata successiva (la specie porta generalmente avanti due covate per ogni stagione riproduttiva), ma vengono a loro volta imbeccati dai genitori e dai fratelli delle covate successive.

## Distribuzione e habitat

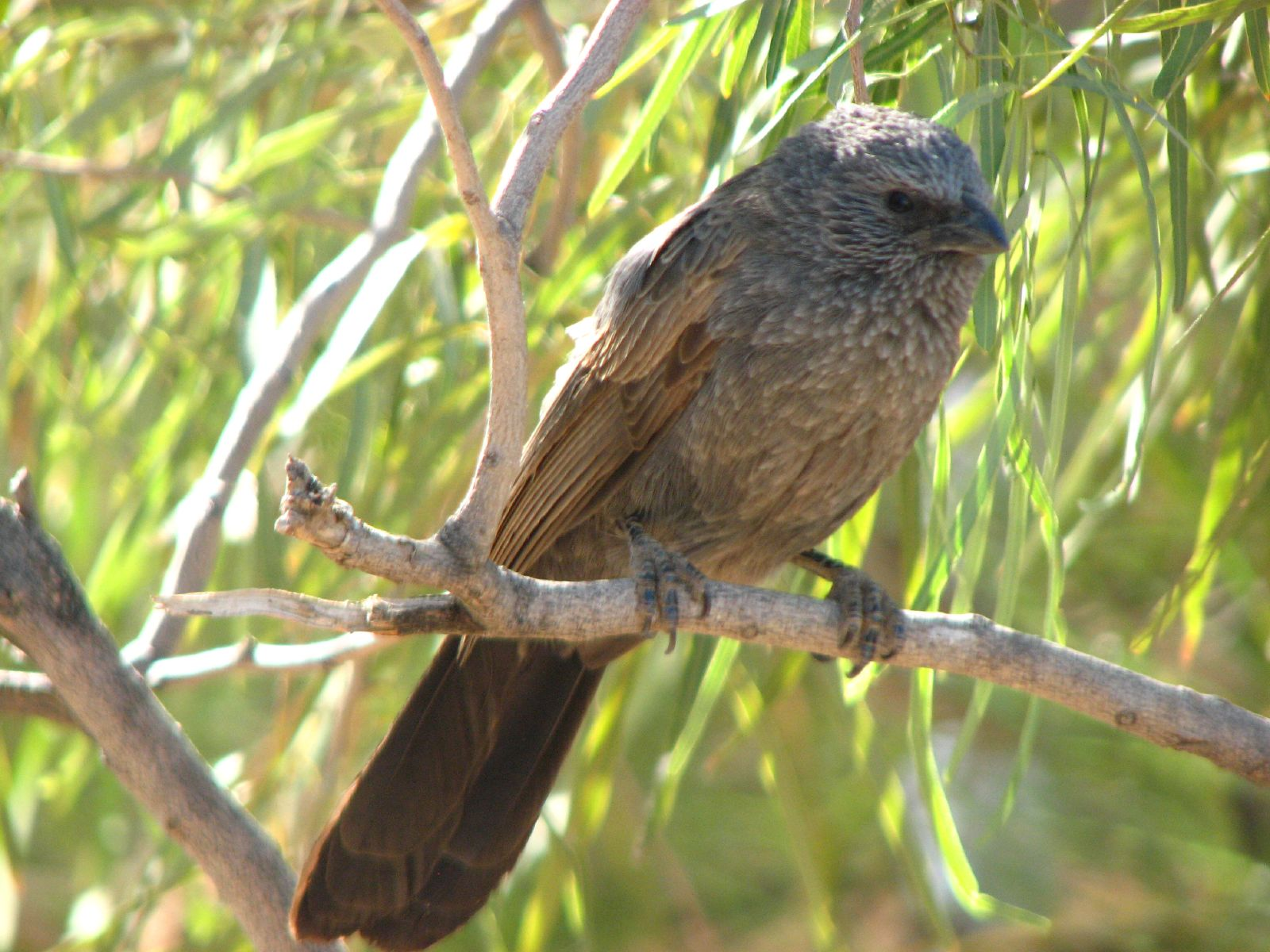
Esemplare su un eucalipto.

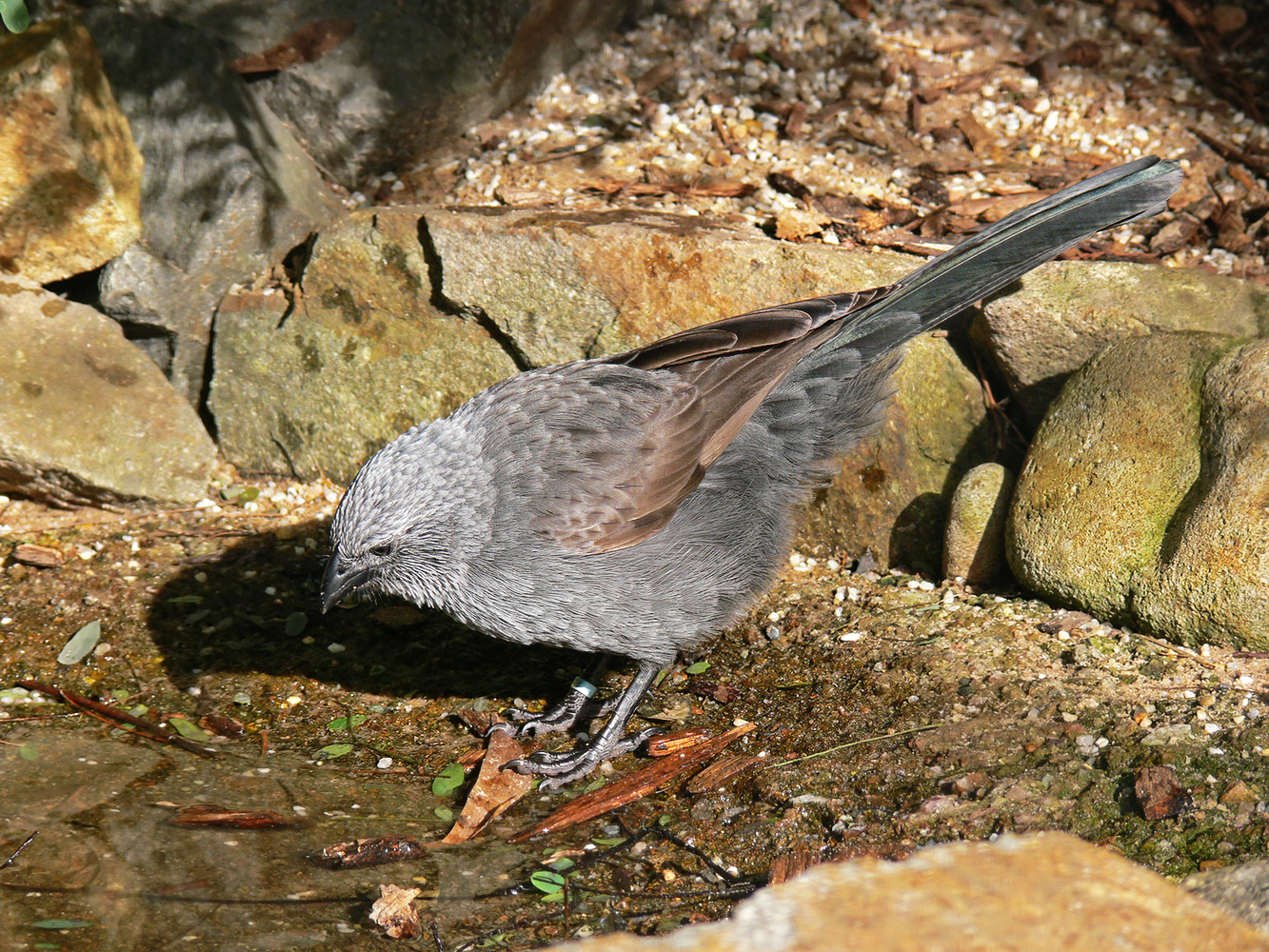
Esemplare all'abbeverata: la presenza dell'acqua è essenziale per questi uccelli.

La specie è endemica dell'Australia orientale e settentrionale ad ovest della Grande Catena Divisoria, dove popola una larga fascia che comprende la parte centrale del Territorio del Nord, il Queensland a sud della penisola di Capo York ed il Bacino Murray-Darling.
L'habitat di questi uccelli è rappresentato dalle aree secche erbose e cespugliose, con presenza sparsa di macchie alberate non eccessivamente fitte (soprattutto a eucalipto): pur essendo più tollerante ai climi aridi e semiaridi rispetto all'affine gracchio australiano, l'uccello apostolo necessita allo stesso modo di fonti d'acqua permanenti o semipermanenti nel proprio territorio.
Questi uccelli hanno inoltre beneficiato dell'arrivo dell'uomo, colonizzando le aree agricole e rurali, le piantagioni e le aree suburbane con presenza di zone alberate, come parchi e giardini.

## Tassonomia
Se ne riconoscono due sottospecie:
- Struthidea cinerea cinerea, la sottospecie nominale, diffusa nella parte meridionale dell'areale della specie;
- Struthidea cinerea dalyi Mathews, 1923, diffusa nella porzione settentrionale dell'areale occupato dalla specie;

le due sottospecie si incontrano nelle Queensland centro-settentrionale: in passato, la popolazione del Territorio del Nord, isolata dalle altre, veniva considerata una sottospecie a sé stante, tuttavia attualmente si tende ad accorparla alla sottospecie dalyi, nella quale confluisce anche la presunta sottospecie swainsoni descritta nel Queensland settentrionale ma i cui dati disponibili sembrerebbero contraddittori.